# Elektrociepłownia Szopienice
Dalkia Polska Energia – Zakład Produkcyjny Szopienice (dawniej Elektrociepłownia Szopienice) – elektrociepłownia znajdująca się w Katowicach przy ul. 11 Listopada 19, na terenie dzielnicy Szopienice-Burowiec. Elektrociepłownia zasila w energię cieplną odbiorców na terenie Roździenia i Szopienic, w tym obiekty mieszkalne, przemysłowe i usługowe. W 2005 roku odbiorcą energii cieplnej oraz w całości energii elektrycznej była Huta Metali Nieżelaznych Szopienice. Dawna Elektrociepłownia Szopienice w 2009 roku posiadała moc cieplną na poziomie 76,5 MWt oraz moc elektryczną o wartości 3,0 MW. 

## Historia
Elektrociepłownia została uruchomiona przez Hutę Metali Nieżelaznych Szopienice w 1962 roku jako klasyczne źródło ciepła przeznaczone głównie dla procesów technologicznych. Do 1964 roku uruchomiono w elektrociepłowni cztery kotły, a do 1980 następne dwa, a także zabudowano urządzenia odpylające. Zainstalowana moc cieplna wzrosła wówczas do 157 MWt. W 1962 roku wybudowano komin o wysokości 85 m, który wówczas odprowadzał gazy odlotowe z kotłów 1-4, natomiast drugi, o wysokości 70 m, powstał w 1977 roku i on odprowadzał gazy z kotłów nr 5 i 6. W czerwcu 2003 roku zadecydowano o likwidacji dwóch kotłów. W 2005 roku moc cieplna elektrociepłowni wynosiła 78 MWt. 
31 marca 2002 roku wydzielono elektrociepłownię z Huty Metali Nieżelaznych Szopienice jako oddzielny wydział, a 1 kwietnia 2002 roku powstała spółka Elektrociepłownia Szopienice. Do 17 czerwca 2003 roku Huta Metali Nieżelaznych Szopienice pozostała jej jedynym właścicielem, po czym większościowym udziałowcem Elektrowni Szopienice Sp. z o.o. zostały Zakłady Energetyki Cieplnej S.A. w Katowicach. Dostarczała ona wówczas energię elektryczną dla Huty Metali Nieżelaznych Szopienice oraz ciepło dla lokalnych odbiorców. 1 września 2015 roku Katowicki Holding Węglowy oraz spółka DK Energy Polska, będąca spółka z grupy Dalkia, podpisały umowę sprzedaży i nabycia wszystkich akcji Zakładów Energetyki Cieplnej. 8 marca 2016 roku spółka Elektrociepłownia Szopienice została wykreślona z Rejestru Przedsiębiorców, a uprawomocnienie wykreślenia z Krajowego Rejestru Sądowego nastąpiło 23 marca 2016 roku.

## Infrastruktura
Energia cieplna w elektrociepłowni w 2005 roku wytwarzana była z węgla kamiennego w kotłowni wyposażonej w trzy kotły parowe OR-32. Przesył energii cieplnej odbywał się wówczas magistralami ciepłowniczymi należącymi do Elektrociepłowni Szopienice oraz miasta Katowice. Elektrociepłownia była wyposażona w następujące urządzenia:
- kotłownia wyposażona w trzy kotła parowe wraz z turbogeneratorem 3,0 MW oraz układami nawęglania, odpylania, odżużlania i stacją pomp[5],
- stacja uzdatniania wody[5],
- wymiennikownie ciepła[5],
- magistrale wodne i parowe[5],
- sieci cieplne[5].